# Mário Braga Ramos
Mário Braga Ramos (Teixeira Soares, 15 de novembro de 1921 - Curitiba, 29 de junho de 1993) foi um dentista e político brasileiro filiado ao Partido da Social Democracia Brasileira (PSDB). Foi também filiado ao ARENA.
Filho de Conrado Pereira Ramos e Leocádia Lacerda Braga Ramos, formou-se em 1942 em dentista pela Universidade Federal do Paraná. Foi casado com Iná Pereira, com quem teve cinco filhos.
Foi professor e diretor da Faculdade Estadual de Farmácia e Odontologia de Ponta Grossa.
Foi vereador do município de Ponta Grossa. Já em 1961 assumiu como secretário da Secretaria de Educação e Cultura do Paraná no governo de Nei Braga. Em outubro de 1962 foi eleito deputado federal e foi presidente da Comissão de Educação e Cultura da Câmara dos Deputados. Já na década de 1970 foi presidente e vice-presidente da Comissão de Educação e Cultura e suplente da Comissão de Saúde da Câmara.